# 白金漢郡新大學
白金漢郡新大學（Buckinghamshire New University，BNU）是一座主校區位於英格蘭白金漢郡海威科姆的公立大學。2009年在烏克斯橋建立新校區。

## 歷史

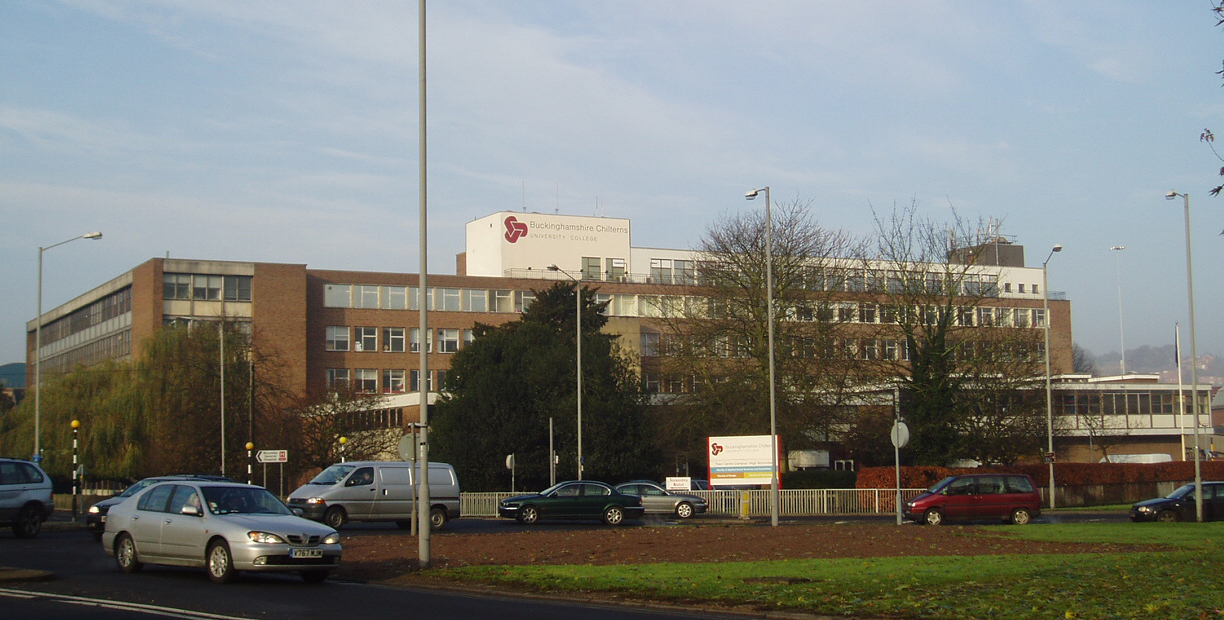
海威科姆校門

該大學的前身是1893年成立的科學藝術學校（School of Science and Art），1999年改稱白金漢郡奇爾特恩大學學院（Buckinghamshire Chilterns University College），2007年英國樞密院授予其大學資格，改現名。因為易產生誤解，故白金漢大學對其命名提出了反對意見。

## 排名
2013年11月，被赫芬頓郵報列為全英創新大學中的第11位。

## 外部連結
- Buckinghamshire New University （页面存档备份，存于） – official website
- Bucks Students' Union （页面存档备份，存于）

51°37′41″N 0°45′07″W / 51.628°N 0.752°W